# 乌鲁桑加
乌鲁桑加是巴西圣卡塔琳娜州的一个市镇。总面积237.41平方公里，总人口19279人，人口密度81.2人/平方公里。